# غرافيسوفت
غرافيسوفت (بالإنجليزية: Graphisoft)‏، هي شركة مقرها بودابست تعمل في مجال تطوير حلول نمذجة معلومات البناء في الساحة المعمارية، فمنذ عام 1982 تم إكمال أكثر من مليون مشروع نمذجة معلومات بناء BIM باستخدام برنامج آرشيكاد archicad ، الذي يجسد حلاً فريداً للتصميم المعماري القائم على النماذج، والذي يمكن تشغيله على نظامي تشغيل ويندوز ومكنتوش
1. ↑  مذكور في: المكتبة الوطنية المركزية للبرمجيات.